# Прибежище (буддизм)
Прибежище (санскр. त्रिशरण, IAST: triśaraṇa (тришарана); пали: tisarana) — формула клятвенного обета в буддизме, произносимая при посвящении монахами и монахинями, а также мирянами, желающими приобщиться к учению Будды.
Принять Прибежище — значит присоединиться к Сангхе (общине буддистов). Принятие Прибежища в буддизме — это ритуал, совершаемый при вступлении в буддийскую общину. Этот ритуал — аналог произнесения исповедальной формулы в теистических религиях — произнесение формулы, в которой в качестве прибежища признается Триратна (санскр.: «триратна», пали: «тиратна» — «три сокровища»): Будда, его учение (дхарма) и община (сангха). Для принятие Прибежища для того, кто решил посвятить свою жизнь исследованию буддийской дхармы, стать последователем буддизма, может быть достаточно произнести формулу принятия Прибежища в присутствии трёх монахов или даже мирян-буддистов, либо, если поблизости нет исповедующих буддизм, неофит может принять Дхарму (учение Будды) самостоятельно, например — перед статуей Будды или даже без оной. Принятие Прибежища — инициатический (посвятительный) акт, значение которого очень важно в буддизме.
Процесс принятия Прибежища заключается в трёхкратном повторении общеизвестной формулы:

Я ищу Прибежища в Будде.
Я ищу Прибежища в Дхарме.
Я ищу Прибежища в Сангхе.

О Благодатный, прими нас под свою защиту отныне и до кончины!— 
и является моментом приёма в сангху — в братство исповедующих буддизм (Дхарму Будды). Формула эта зафиксирована в Кхуддака-никае — одном из разделов буддийского канона, записанного около 100 г. до н. э. на языке пали и, как верят буддисты, представляющие слова самого Будды. В Ваджраяне (тантрическом буддизме) к описанной формуле добавляется ещё один член: «Я прихожу к Гуру как к Прибежищу»..
Ещё одной особенностью Ваджраяны является дополнение традиционных Трех Прибежищ понятием «внутренних Прибежищ», иначе именуемых «тремя корнями»: учитель (гуру), божество созерцания (йидам) и защитники Учения, зачастую заменяющими собой изначальную формулу.
Перед принятием Прибежища человек должен быть ознакомлен с основами буддизма. Предполагается, что принявший Прибежище знаком с основами буддизма, и будет соблюдать пять простых обетов мирского последователя буддизма (упасаки):
— Не убивать.
— Не воровать.
— Не допускать неправильного сексуального поведения (адюльтер и др.)
— Не допускать проступков в речи (не клеветать, не злословить и т. д.)
— Не употреблять одурманивающих веществ.